# Bruntridactylus brunneri
Bruntridactylus brunneri är en insektsart som först beskrevs av Henri Saussure 1896.  Bruntridactylus brunneri ingår i släktet Bruntridactylus och familjen Tridactylidae. Inga underarter finns listade i Catalogue of Life.